# 丝丝心动
《丝丝心动》 是湖南卫视制作，由蓝正龙、张嘉倪、颖儿、钟欣凌、张丹峰主演的偶像剧，将于2010年7月26日在湖南卫视播出。

## 剧情介绍
出生于青岛的女孩──张晓柔，梦想当一名女主播，于是她前往上海发展，当她上火车时，她发现自己买了一张假车票，但欧阳晨帮助了她。使晨对柔的头发留下了深刻的印象，仿佛看见了他的前女友-天儿。柔到了某电视台，但她的长官是一个暴躁、倔强的导演。公司为了抢救《寻找他们的故事》的低收视，对节目进行整改，所以柔身兼数职——主持人、跑腿、资料收集、访谈、撰稿、剪接，甚至配乐。但是积极乐观的晓柔每天到电视台总是笑脸迎人，因此同事们都给她了“坚强晓柔”的美名。

## 角色介绍
- 张嘉倪 饰 张晓柔
- 蓝正龙 饰 欧阳晨
- 张丹峰 饰 林安迪
- 颖　儿 饰 路天儿
- 陆　虎 饰 侯齐圣
- 钟欣凌 饰 伊简梅
- 彭　杨 饰 韦玲
- 倪景阳 饰 李薇
- 葛　蕾 饰 霍圆圆
- 李东霖 饰 张三风
- 王新宇 饰 石头
- 何　炅 饰 魔法小天王
- 宁丹琳 饰 王翔如
- 陈　恒 饰 咏恩
- 何明翰 饰 薛仙

## 作品的變遷
| 中国湖南衛視 金鹰独播剧场 每日22:00-00:05 | 中国湖南衛視 金鹰独播剧场 每日22:00-00:05 | 中国湖南衛視 金鹰独播剧场 每日22:00-00:05 |
| ----------------------------------------- | ----------------------------------------- | ----------------------------------------- |
|                                           | 丝丝心动 （2010年7月26日－8月8日）        |                                           |
| 爱就宅一起 （2010年7月14日－7月25日）     | 一起又看流星雨 （2010年8月9日－8月30日）  |                                           |